# پیترو اسفورزین
پیترو اسفورزین (انگلیسی: Pietro Sforzin; ۶ دسامبر ۱۹۱۹ – ۱۸ فوریهٔ ۱۹۸۶) بازیکن فوتبال اهل ایتالیا بود.
از باشگاه‌هایی که در آن بازی کرده‌است می‌توان به باشگاه فوتبال پادوا، باشگاه فوتبال هلاس ورونا، و باشگاه فوتبال یوونتوس اشاره کرد.